# Anon
《anon》是日本男演員、歌手藤木直人的個人總計第6張單曲。2001年8月1日由Pony Canyon發行。

## 概要
《anon》是藤木直人自從上一張單曲《2 HEARTS》以來，相隔4個月發行的最新單曲。於Oricon初次亮相時創下週榜第17名和進入Oricon前20名以內的記錄。至於B面歌曲的歌名為「shower」。

## 收錄歌曲
所有歌曲由白石紗澄李編曲。
1. anon
作詞、作曲：白石紗澄李
表題曲後來以2002 Limited Edition形式在第2張專輯《WARP》收錄。並附贈PV的DVD「別冊 nao-hit TV ～2001 limited～」，之後DVD在「F△7-VISUAL COLLECTION-（日语：F△7-VISUAL COLLECTION-）」收錄。
2. shower
作詞、作曲：藤木直人、白石紗澄李
3. anon instrumental
作曲、作曲：白石紗澄李

## 收錄專輯
- WARP（M-1）
- HISTORY of NAOHITO FUJIKI 10TH ANNIVERSARY BOX（最佳專輯限定盤）（M-1）
- HISTORY of NAOHITO FUJIKI Standard Edition（最佳專輯通常盤）（M-1）

## 電視演出
- MUSIC STATION（2001年8月10日，朝日電視台）（M-1）
- MUSIX！（日语：MUSIX!）（2001年8月12日，東京電視台）（M-1）
- HEY！HEY！HEY！MUSIC CHAMP（2001年8月13日，富士電視台）（M-1）
- FUN（日语：FUN）（2001年8月24日，日本電視台）（M-1）
- 堂本兄弟（2001年9月9日，富士電視台）（M-1）